# Międzyzdroje
Międzyzdroje [mʲɛnʣɨˈzdrɔjɛ] (en allemand : Misdroy) est une ville de la voïvodie de Poméranie occidentale, dans le nord-ouest de la Pologne. Elle fait partie du powiat de Kamień.

## Géographie
Międzyzdroje se trouve sur l'île de Wolin. C'est la localité principale de la commune (gmina) mixte (urbaine et rurale) de Międzyzdroje. Elle s'étend sur 4 % du territoire communal mais concentre plus de 80 % de la population de la commune.
Międzyzdroje est réputée en tant que station balnéaire sur la mer Baltique. Elle est proche du Parc national de Wolin (falaises en bord de mer, forêts, bisons).
S'y trouve la Promenade des étoiles où des personnalités ont gravé l'empreinte de leur main.
La ville est jumelée à Boronów, un village dans la voïvodie de Silésie, dans le Sud de la Pologne

## Histoire
De 1818 à 1945, Misdroy fait partie de l'arrondissement d'Usedom-Wollin dans le district de Stettin au sein de la province de Poméranie.

## Relations internationales
- C'est à Międzyzdroje qu'a eu lieu la première 'Harvard World Model United Nations Conference' en 1991.
- Depuis 2003 se tient chaque année dans la ville la conférence EFPE ('European Forum on Electronic Signature') dédiée à la signature électronique.

## Communications
Aéroport le plus proche: aéroport de Goleniów.
La gare Międzyzdroje a des connexions en direction avec Świnoujście et Wolin, Goleniów et Szczecin.